# Ghiacciaio Fisher
Il ghiacciaio Fisher è un ghiacciaio lungo circa 185 km situato sulla costa di Mawson, in Antartide. In particolare il ghiacciaio, il cui punto più alto si trova circa 1.250 m s.l.m, è il maggior tributario occidentale del ghiacciaio Lambert e fluisce verso est passando a nord del versante settentrionale del monte Menzies e del monte Rubin fino a entrare nel flusso del sopraccitato ghiacciaio Lambert poco a est del monte Stinear.

## Storia
Il ghiacciaio Fisher è stato avvistato per la prima volta nel 1957 da K.B. Mather durante una ricognizione aerea della zona effettuata nel corso di una delle spedizioni australiane di ricerca antartica ed è stato così battezzato dal Comitato australiano per i toponimi e le medaglie antartici in onore di N.H. Fisher, geologo capo del Bureau of Mineral Resources, facente parte del ministero dello sviluppo economico australiano.